# Estación de Albergaria-a-Velha
La Estación de Albergaria-a-Velha es una plataforma de la línea del Vouga, que sirve a la localidad y el ayuntamiento con el mismo nombre, en el distrito de Aveiro, en Portugal.

## Características y servicios
Esta estación es utilizada por servicios regionales del operador Comboios de Portugal.

## Historia
El tramo entre Oliveira de Azeméis y Sernada del Vouga, en el cual esta estación se inserta, abrió a la explotación en 1911. En 1933, fue aquí realizada una exposición regional, en el ámbito del I Congreso Regional Ferroviario.